# Pollenzo
Pollenzo (Polens en piemontès), és una frazione del municipi italià de Bra, a la província de Cuneo (Piemont). És la seu principal de la Universitat de Ciències Gastronòmiques. El seu nom deriva de l'antiga ciutat romana de Pol·lència, fundada al segle II adC, en la riba esquerra del riu Tanaro. De vegades se la confon amb la Pol·lència, ciutat romana situada a l'actual Alcúdia a Mallorca, aquesta darrera citada per Plini el Vell, entre d'altres, al llibre III, capítol 11 de la Història Natural
A l'antiguitat s'anomenà Pol·lència. Era una ciutat de Ligúria al peu de la part nord dels Alps, prop de la unió dels rius Stura i Tanaro a uns 10 km d'Alba Pompeia. Probablement pertanyia al poble lígur dels estatiels (statielli). Al segle I aC apareix ja com una ciutat de certa importància. Marc Antoni el 43 aC després de ser derrotat a Mutina es va retirar cap a Vada Sabata, però forçat a recular, es va presentar a Pol·lència que volia ocupar però ja estava en mans de Decimus Brutus amb cinc cohorts. Durant l'Imperi Plini el Vell l'esmenta com nobilia oppida. Sota Tiberi era municipi i fou castigada per aquest emperador per uns disturbis que havien passat al fòrum. Fou escenari d'una gran batalla entre Estilicó i els gots d'Alaric I el 403 aC de resultat incert; encara que Cassiodorus i Jordannes la presenten com a victòria goda, altres autors la presenten com a dubtosa o fins i tot com a victòria romana; el cert és que Alaric es va retirar. Va entrar en decadència i va esdevenir un llogaret conservat en la moderna Pollenzo. Queden restes del teatre, amfiteatre, un temple i alguns edificis. És propera a la moderna Cherasco (a uns 3 km).